# Mont Sainte-Anne
Mont Sainte-Anne ist ein kanadisches Skigebiet und ein Ort in der Provinz Québec. Der Ort gehört zur Stadt Beaupré.
Der Park Mont Sainte Anne befindet sich 35 km nördlich der Stadt Québec. Das gleichnamige Skigebiet gilt als schneesicher für den alpinen Skisport.
Im Sommer ist der Mont Sainte-Anne schon seit vielen Jahren regelmäßig Schauplatz des Mountainbike-Weltcups, außerdem fanden 1998 und 2010 die UCI-Mountainbike-und-Trial-Weltmeisterschaften sowie 2006 die Alpinen Ski-Juniorenweltmeisterschaften dort statt.
In Mont Sainte-Anne gab es früher auch einen Schanzenkomplex namens Lac-Beauport, der aus einer K 89 und einer K 62 bestand.
1979 wurden hier die zweiten Nordischen Junioren-Skiweltmeisterschaften ausgetragen.

## Nachweise
1. ↑  Schanzen beim Skisprungschanzenarchiv